# Xi’an guyue
Xi’an guyue (chinesisch 西安鼓乐, Pinyin Xī'ān gǔyuè) ist eine Sammelbezeichnung für in der Gegend von Xi’an in der chinesischen Provinz Shaanxi lebendige Volksmusiktraditionen, die sich bis in die Tang- und Song-Zeit zurückverfolgen lassen. Die Instrumentalmusik wird mit Trommeln (gu), Paarbecken und Blasinstrumenten ausgeführt; die Trommeln dominieren.
Die Bevölkerung verwendet jeweils regionale Bezeichnungen. Umschreibungen der Musikstile in der Literatur sind unter anderem: X’ian-Trommelmusik, X’ian-Trommel- und Blasmusik, alte Musik von X’ian, Shaanxi-Trommelmusik und zeremonielle Musik von X’ian.
Die bekanntesten Ensembles befinden sich dort im Dorf Hejiaying, Kreis Chang’an, im Dorf Nanjixian im Kreis Zhouzhi sowie im Kreis Lantian.
Xi’an guyue wurde 2009 von der UNESCO in die Repräsentative Liste des immateriellen Kulturerbes der Menschheit aufgenommen. Der chinesische Musikwissenschaftler Li Shige hat auf die mögliche Verwandtschaft des Gagaku hingewiesen.